# Nils Montan
Nils Torvald Montan, född 28 augusti 1916 i Göteborg, död 11 mars 1986, var en svensk diplomat.

## Biografi
Nils Torvald Montan var son till Carl August Olsson och Ida Maria Montan, han tog en jur.kand.-examen 1939 och började samma år att arbeta på utrikesdepartementet. Han tjänstgjorde bland annat i Budapest, Bukarest, Frankfurt, Bonn och Washington, D.C.. År 1959 blev han ambassadråd och han var därefter minister med ställning som ambassadör vid EFTA 1960-1963 och vid Sveriges ständiga representation vid de internationella organisationerna i Genève 1963-1964. Han var biträdande kabinettssekreterare 1964-1967 och ambassadör i Bonn 1967-1972. Åren 1966-1967 var han även nordisk chefsförhandlare i GATT-förhandlingarna under Kennedy-rundan.
Han fick dottern Christina.